# Univerza Komenskega v Bratislavi
Univerza Komenskega v Bratislavi (slovaško Univerzita Komenského v Bratislave, kratica UK) je javna univerza s sedežem v Bratislavi na Slovaškem. Sestavlja jo 13 fakultet, ki so v študijskem letu 2020/21 ponujale skoraj 600 dodiplomskih in podiplomskih študijskih programov. S približno 23.000 študenti in 2500 člani akademskega osebja (po podatkih za leto 2020) je največja univerza na Slovaškem.
Ustanovljena je bila leta 1919 kot prva slovaška visokošolska ustanova in poimenovana po humanistu Janu Komenskemu. Leta 1939 je bila preimenovana v Slovaško univerzo, leta 1954 pa so ji vrnili prvotno ime.

## Članice
Univerza ima 13 članic, vse v Bratislavi, razen Jesseniusove medicinske fakultete s sedežem v kraju Martin:
- Medicinska fakulteta
- Pravna fakulteta
- Humanistična fakulteta
- Prirodoslovna fakulteta
- Pedagoška fakulteta
- Fakulteta za farmacijo
- Fakulteta za športno vzgojo in šport
- Jesseniusova medicinska fakulteta
- Fakulteta za matematiko, fiziko in informatiko
- Rimskokatoliška teološka fakulteta Cirila in Metoda
- Evangeličanska luteranska teološka fakulteta
- Fakulteta za menedžment
- Fakulteta za družbene in ekonomske vede